# Ambulance Hadfield-Spears
L'Ambulance Hadfield-Spears ou Hadfield-Spears Ambulance Unit, en abrégé HSAU, est une unité médicale franco-anglaise mise en place pendant la Seconde Guerre mondiale et composée de médecins, infirmiers et personnels sanitaires volontaires. Attachée dans un premier temps à la 4e armée française, l'unité soutient les troupes lors de la bataille de France avant d'être contrainte de se replier vers le sud. Parvenant à atteindre Bordeaux, elle rejoint l'Angleterre où elle est réorganisée et rééquipée pour être intégrée aux forces françaises libres sous l’appellation d'Hôpital Mobile no 3. L'ambulance Hadfield-Spears participe à toutes les grandes campagnes de la 1re division française libre, du Moyen-Orient à l'Italie en passant par l'Afrique du nord, avant de prendre part à la libération de la France. L'unité est finalement dissoute à la fin de la guerre.

## Origine
L'ambulance Hadfield-Spears est créé pendant la drôle de guerre grâce à un don de cent-mille Livre sterling que Sir Robert Hadfield, magnat de l'acier, avait confié à son épouse Lady France Hadfield en lui demandant de l'investir dans une bonne cause. Très francophile, le couple vit une grande partie de l'année dans leur villa du cap Ferrat et Lady Hadfield déclare au consul de France à Londres que ce don est un remerciement à la France pour les plus belles années de sa vie. Durant la Première Guerre mondiale, le couple avait déjà été à l'origine de la construction d'un des premiers hôpitaux de la Croix-Rouge à Wimereux.
Au début de la Seconde Guerre mondiale, Lady Hadfield est âgée de 77 ans et n'a pas la force de prendre la direction d'un hôpital de campagne. Elle se tourne alors vers son amie Mary Borden qui a déjà connu l'expérience de la guerre en mettant sur pied un hôpital mobile au profit de l'armée française en juillet 1915,. Alors que son unité participait à la bataille de la Somme en 1916, elle avait rencontré Edward Spears, officier britannique rattaché à l'armée française, avec qui elle s'est mariée en 1918. Après la guerre, Edward Spears entame une carrière de parlementaire qui fait de lui un ami personnel de Winston Churchill dont il est le représentant en France. Officier de liaison entre les gouvernements français et britannique, il est également le chef du MI6 en France,. Ces fonctions permettent à Edward et Mary Spears de construire un cercle relationnel franco-britannique qui leur permettra de mener à bien la mise en place de l'unité d'ambulance initiée par Lady Hadfield. Mary Spears prend en charge le personnel féminin de l'unité (infirmières et conductrices d'ambulances) tandis que le service de santé de l'armée française fournit les médecins, les responsables et les conducteurs de camions lourd.

## Bataille de France
Regroupée à Paris, l'HSAU est équipée en tentes, lits, instruments chirurgicaux et de stérilisation et équipement radiologique. Commandée par un médecin-capitaine, elle comprend quatre chirurgiens, un radiologue, douze conducteurs de camions lourds, dix infirmières, quinze conductrices d'ambulances et cinquante soldats. Envoyée au mois de mars en Lorraine où elle se poste à Saint-Jean-de-Bassel, elle est attachée à la 4e armée commandée par le général Edouard Réquin qui fut un camarade d'Edouard Spears lors de la Première Guerre mondiale. Installée dans le couvent du village, l'ambulance passe plusieurs semaines à mettre en état les lieux afin de permettre une bonne prise en charge des blessés. Malgré le déclenchement de l'attaque allemande le 10 mai, le secteur est calme et les éléments de l'ambulance bénéficient de temps libre ponctué de quelques sorties sur la ligne de front à Sarreguemines, devenue ville-fantôme à la suite de son évacuation neuf mois plus tôt. Durant cette période, Lady Hadfield fait le déplacement depuis le sud de la France pour visiter son unité et Mary Spears apprend que son mari est devenu représentant personnel de Winston Churchill auprès du président du conseil Paul Reynaud. Le 28 mai arrive la nouvelle de la reddition de l'armée belge. Le général Réquin prévient Mary Spears du danger de la situation militaire. Elle est contactée par son époux qui lui demande de rejoindre Paris afin d'être évacuée vers Londres mais elle refuse d'abandonner son unité. Mais Edouard Spears se montrant insistant, elle fait un rapide voyage vers la capitale française et le couple se rejoint à l'ambassade britannique. Le soir même, un appel depuis la Lorraine avertit Mary Spears que l'HSAU doit être déplacée dans les jours qui suivent. Elle décide donc de retourner sur le front, ayant réussi à convaincre son époux qui lui fournit même une nouvelle voiture et un chauffeur. Elle arrive juste à temps à Saint-Jean-de-Bassel au moment où l'ambulance s'apprête à prendre la route.

## Retraite et réorganisation
Les Allemands ayant pénétré en France, l'unité suit le mouvement de recul des armées alliées vers l'ouest puis le sud-ouest. Toujours attachée à la 4e armée elle tente tant bien que mal de remplir sa mission sanitaire mais la cadence du repli s'accélérant, elle ne peut jamais rester plus de deux jours au même endroit ce qui rend les soins très difficiles. Les routes étant submergées par les réfugiés fuyant les Allemands, le convoi est obligé de contourner les voies principales et se trouve en manque d'essence. Parvenant jusqu'à Gannat, entre Moulins et Clermont-Ferrand, il y font une halte pour se ravitailler. C'est là que l'ambulance Hadfield-Spears apprend que le maréchal Pétain a demandé un armistice aux Allemands. Il est alors décidé de rejoindre Bordeaux où le gouvernement français s'est exilé et où Mary Spears sait qu'elle retrouvera son mari qui pourra trouver un moyen de transférer l'unité vers l'Angleterre. Le 19 juin, parvenu à Brive-la-Gaillarde, l'HSAU est scindée. Les hommes, français, sont affectés à l'hôpital de la ville tandis que les femmes, britanniques, sont dirigées vers Bordeaux. Après avoir rencontré l'ambassadeur de Grande-Bretagne, les infirmières et ambulancières séjournent à Arcachon puis sont prises en charge par le lieutenant Ian Fleming, futur père de James Bond, alors en poste en France au sein de la marine britannique. Celui-ci organise le voyage du groupe à bord du HMS Galatea en direction de Saint-Jean-de-Luz où elles prennent place à bord d'un paquebot civil en direction de l'Angleterre. Elles parviennent finalement à Plymouth le 26 juin 1940.
Mary Spears souhaitant poursuivre l'action de l'ambulance Hadfield-Spears, elle réussit à convaincre la plupart de ses infirmières et ambulancières de la suivre. Mais Sir Robert Hadfield meurt en septembre 1940 et Lady Hadfield, isolée dans sa maison du sud de la France, n'est plus en mesure d'envoyer de dons. Cependant, les relations du couple Spears permettent le contact avec un organisme de bienfaisance, la British War Relief Society (en), qui effectue un don de vingt-cinq mille livre sterling permettant la réorganisation et le renouvellement en matériel de l'unité,. Intégré au forces françaises libres, le groupe reçoit cependant l'aval du général de Gaulle pour que son nom et son caractère binational restent inchangés. Mary Spears est à nouveau responsable du personnel féminin de l'unité. Devant être prochainement projetée à l'étranger et faire face à un grand nombre de missions et de blessés, l'HSAU est renforcée par des hommes du American Field Service et de la Friends' Ambulance Unit,. Le War Office fournit des camions Bedford ainsi que cinq Ford V8 pour les liaisons légères. Des tentes, des lits, du matériel médical, des cuisinières et des équipements de quartier sont également obtenus. Les médecins de l'unité seront commandés par le commandant Henri Fruchaud, médecin-militaire expérimenté ayant déjà servi lors de la Première Guerre mondiale et plus récemment à la bataille de Dakar et à la campagne d'Érythrée. Devant être déployé en Abyssinie, le matériel est embarqué en direction de Port-Soudan au début du mois de février 1941. Le personnel quant à lui prend la mer le 23 mars suivant à bord du RMS Otranto (en), Fruchaud devant les rejoindre lorsqu'ils accosteront en Afrique.

## Moyen-Orient et Afrique
Le personnel de l'ambulance accoste le 2 mai 1941 à Port-Saïd où l'attend déjà son matériel. S'apprêtant à franchir le canal de Suez pour rejoindre l'Abyssinie, ils apprennent alors que les plans ont changé et qu'il doivent se rendre en Palestine où est en train de se former la 1re division française libre. Basée dans un premier temps à Sarafand, l'HSAU reçoit ses premiers blessés avant de se déplacer le 7 juin à Deraa en Syrie. C'est la qu'elle connaît véritablement son baptême du feu avec les bombardements réalisés sur les forces française libres par les avions français restés fidèles au régime de Vichy et occasionnant un flot de blessés parmi lesquels le général Legentilhomme et les lieutenants Jean Simon et John F. Hasey. Le 21 juin, l'ambulance est déplacée vers Damas où elle traite plus de quatre cents blessés avant que les troupes de Vichy et celles de la France libre ne signent un armistice le 14 juillet à Saint-Jean d'Acre. L'unité part alors pour Beyrouth et s'installe dans l'hôpital de la ville jusqu'au mois de décembre. Profitant de ces quelques mois d'accalmie, Henri Fruchaud met au point avec son équipe un bloc opératoire mobile consistant en deux camions pouvant être juxtaposés et assemblés. L'unité peut aussi compter sur l'aide de la Croix-Rouge australienne qui lui fournit un camion-pharmacie pouvant transporter un grand nombre de matériels et médicaments et également équipé d'une tente pouvant abriter jusqu'à une vingtaine de brancards. Le bloc mobile et le camion-pharmacie peuvent donc à eux deux former un petit hôpital de campagne très mobile, facilement et rapidement déployable.
Le 31 décembre 1941, l'ambulance Hadfield-Spears part pour la Libye où elle va rejoindre la colonne du colonel Leclerc. Prête à être engagée dans la guerre du désert, l'unité va cependant devoir adapter sa structure et son implantation. En effet, le médecin-chef français souhaite opérer le plus près possible du front mais le commandement anglais refuse que ses infirmières et ambulancières soient au contact de la première ligne. Aussi en février le gros de l'ambulance installe son hôpital de campagne à Tobrouk tandis que Fruchaud, à la tête du poste chirurgical avancé formé par le bloc mobile et le camion-pharmacie, se poste sur la position de Bir Hakeim où les forces françaises occupent un ancien fortin ottoman,. Les combats sont déjà intenses dans la région et le fortin est régulièrement la cible de l'aviation allemande qui heureusement tient compte de la croix rouge tracée pour signaler la présence du poste médical. Des blessés provenant des bombardements, d'attaques contre les arrières de l'ennemi et d'explosions de mines occupent le poste chirurgical avancé qui est en activité de jour comme de nuit grâce à un groupe électrogène et à deux équipes chirurgicales parfaitement bien formées.

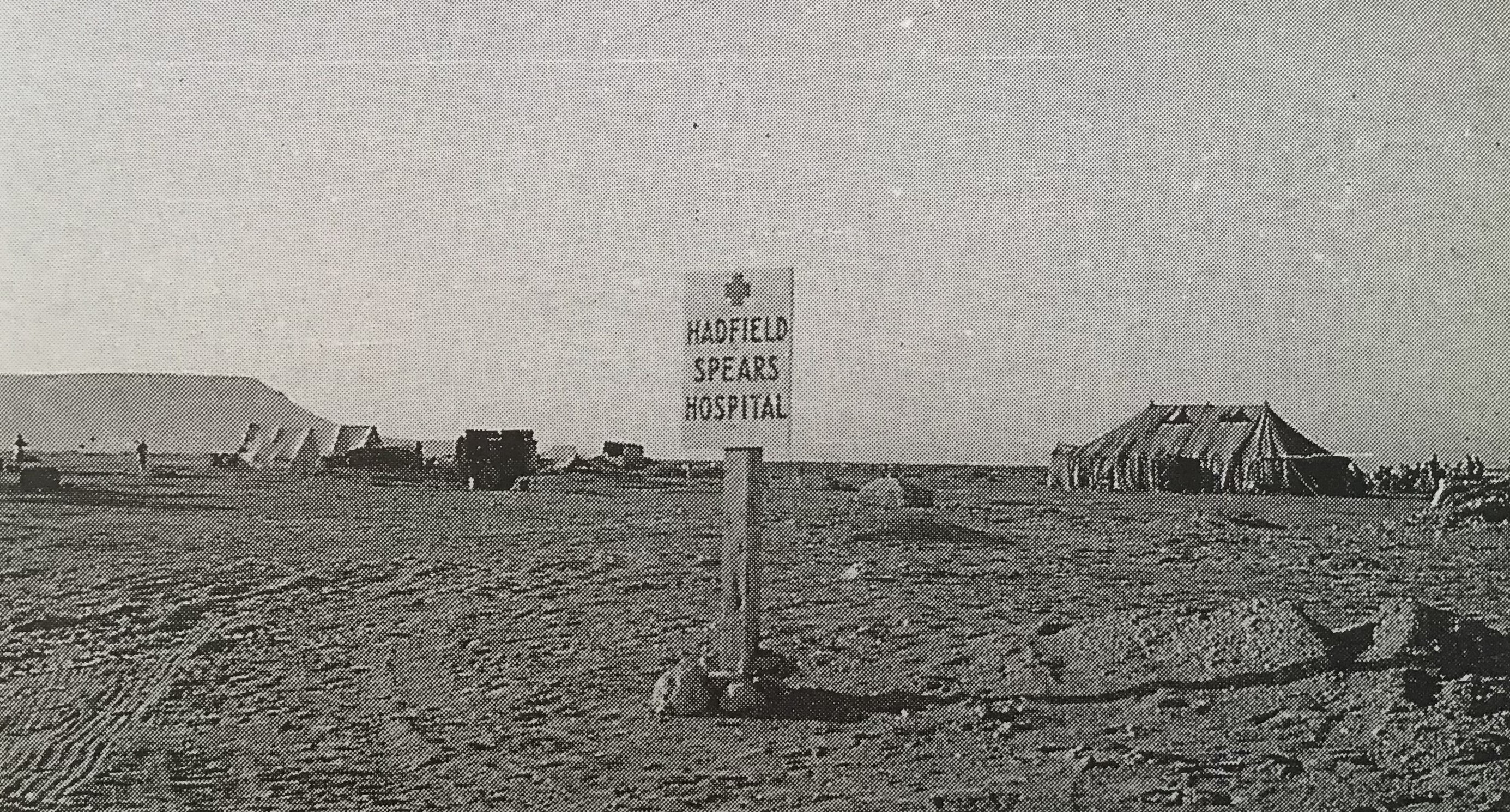
L'ambulance Hadfield Spears à Bir Hakeim

Le 23 mai, le poste chirurgical avancé reçoit l'ordre de rejoindre le reste de "Spears" et doit être relevé par l'Ambulance Chirurgicale Légère. Mais le 26 mai les Allemands attaquent directement les positions, marquant le début de la bataille de Bir Hakeim. Or la relève n'est pas encore arrivée et il appartient donc à Fruchaud et aux personnels de l'HSAU de prendre en charge les blessés de plus en plus nombreux, en particulier à partir du mois de juin avec l'intensification des combats. Malgré l'arrivée de l'ambulance chirurgicale légère dans la nuit du 29 au 30 mai, les hommes de Spears restent à Bir Hakeim encore quelques jours du fait non seulement de la nécessité de s'occuper du grand nombre de blessés mais aussi de l'impossibilité de sortir du camp pour rejoindre Tobrouk. Le 9 juin, à la suite d'un bombardement, les camions opératoires et la tente attenante sont complètement détruits et trois infirmiers y trouvent la mort avec les quinze blessés qu'ils soignaient. Le lendemain, les hommes de "Spears" parviennent à évacuer la position et à rejoindre sa base, emportant avec eux la plupart des blessés.
À la suite de ces combats, Henri Fruchaud est appelé à un poste de plus haute responsabilité. Muté à Damas, il devient chirurgien-consultant des forces françaises libres. Il est remplacé à la tête de l'ambulance Hadfield-Spears par le médecin-lieutenant-colonel Jean Vernier. Connaissant son prédécesseur et appréciant ses méthodes, Jean Vernier exerce son commandement dans la continuité de Henri Fruchaud, conscient de la valeur et de la qualité des hommes et femmes qu'il dirige. À la fin du mois d'octobre, en Égypte, la 8e armée britannique reprend le dessus sur l'armée allemande et l'attaque à El Alamein. Reprenant le principe du poste chirurgical avancé, Jean Vernier traite sur la ligne de front les blessés les plus graves tandis qu'en retrait, le gros de "Spears" prend en charge les blessés de 2e et 3e urgence,.
Le 14 janvier 1943 l'HSAU retourne séjourner à Tobrouk jusqu'au 18 avril, date à laquelle elle prend la direction de la Tunisie où se trouvent les dernières forces allemandes sur le sol africain. Participant à la fin de la campagne au sein de la 1re division française libre, l'unité s'installe à Triaga le 5 mai et y reste jusqu'au 5 juin, opérant en moyenne 70 à 80 blessés par jour. Le poste chirurgical avancé, toujours actif, est désormais sous les ordres du médecin-capitaine Pol Thibaux, Jean Vernier opérant en 2e ligne. Une fois les combats terminés l'ambulance s'installe pour l'été à Zouara en Libye où elle fait office d'hôpital de garnison, puis elle retourne en Tunisie, à Hammamet, où elle est renforcée en vue du prochain déploiement prévu en Europe. Parmi le personnel rejoignant les rangs de "Spears" à ce moment-là figure notamment Germaine Sablon, interprète du chant des partisans, qui s'engage en tant qu'infirmière.

## Campagne en Europe
Rassemblée à Bizerte, l'ambulance Hadfield-Spears, forte de 170 personnels, embarque le 20 avril 1944 en direction de Naples. Remontant jusqu'au Garigliano, elle s'installe dans le hameau de San Clemente, sur la commune de Galluccio. Le 11 mai, le déclenchement de la bataille du Garigliano apporte un flux de blessés que l'unité n'avait jamais vu auparavant. En l'espace d'une semaine, les trois équipes chirurgicales travaillant jour et nuit traitent près de six cents hommes. À partir du 18 mai, après l'enfoncement de la ligne Gustave par l'armée alliée, la 1re division française libre progresse vers le nord, suivi dans son mouvement par l'ambulance Hadfield-Spears qui remonte jusqu'aux rives du lac de Bolsena où elle reste jusqu'au 24 juin avant de redescendre dans la région de Naples où, installée à San Cipriano d'Aversa elle fonctionne en tant qu'hôpital de garnison.
Le médecin-colonel Vernier est chargé de sélectionner des personnels de "Spears" qui constitueront une équipe chirurgicale chargée de soutenir les commandos d'Afrique au moment du débarquement prévu prochainement en Provence. Sept personnes sont ainsi choisies et, le 15 août 1944, intégrées à la force Roméo, débarquent aux côtés des commandos d'Afrique sur la plage de Rayol-Canadel-sur-Mer. Suivant ensuite les commandos dans leur progression, l'équipe de l'HSAU parvient jusqu'au Lavandou où, avec l'aide de la population civile, elle met en place un hôpital de 250 lits. Dans les jours qui suivent, le reste de l'ambulance débarque avec les éléments de la 1re armée. En vue de la remontée de l'armée alliée vers le nord en direction de l'Allemagne l'HSAU est à nouveau renforcée, ce qui permet la mise en place de plusieurs autres postes chirurgicaux avancés qui pourront fonctionner simultanément en avant de la base. Ainsi déployée à Dijon, Villersexel et Lure, l'ambulance opère plus de 1 500 blessés en un peu plus d'un mois. En décembre, l'HSAU reçoit l'ordre de s'installer à Saintes mais retourne très vite au front ayant reçu pour mission de soutenir les troupes combattants en Alsace. Gagnant les Vosges, "Spears" s'installe le 20 janvier 1945 au Hohwald et, en l'espace de quelques semaines, traite plus de six cents blessés dus aux combats mais également près de cinq cents hommes victimes de gelures graves liées au rigoureux hiver alsacien.
S'attendant à accompagner la division française libre en Allemagne une fois l'Alsace libérée, l'ambulance est finalement dirigée vers le sud de la France où elle est rattachée au Détachement d'Armée des Alpes au mois de mars afin de soutenir cette unité dans la deuxième bataille des Alpes. D'abord installée à Cannes, l'ambulance déploie ensuite sa base à Beaulieu-sur-Mer tandis que les postes chirurgicaux avancés opèrent à Saint-Étienne-de-Tinée et à Lantosque au pied du massif de l'Authion. Malgré la fin imminente de la guerre, les combats sont encore violents et près de trois mille blessés sont traités en deux mois. Après la capitulation de l'armée allemande, "Spears" reste sur la Côte d'Azur pour soigner les hommes encore hospitalisés jusqu'au 31 mai.

## Dissolution
«Au moment où le ministre de la Guerre vient, sur mon ordre, de prescrire la dissolution de l’ambulance Hadfield-Spears, je tiens à ce que vous exprimiez au personnel de cette formation combien j’ai apprécié son inlassable dévouement et les services importants qu’il a rendus. Je vous prie également de transmettre ma gratitude toute particulière au personnel britannique de cette ambulance qui a servi avec tant de générosité et de cœur dans les rangs de l’armée française. »
Au début du mois de juin, l'ambulance Hadfield-Spears se déplace à Trilport sur l'aire de regroupement qui lui a été assignée en vue de la démobilisation. Elle y soigne ses ultimes blessés puis, le 18 juin 1945, participe au défilé de la victoire avec ses derniers véhicules en état de marche arborant côte à côte les fanions français et anglais. Des anciens patients de l'ambulance, en convalescence à l'hôpital du Val-de-Grâce, reconnaissent leurs soignants et scandent des « Vive Spears » au passage de l'HSAU,. Mais la joie est de courte durée car l'unité va faire les frais d'un contentieux existant depuis l'armistice de Saint-Jean d'Acre entre le général de Gaulle et le général Spears, époux de Mary Spears, qui avait tenté d'évincer les troupes françaises du Levant en 1941,. Le 20 juin, un ordre de dissolution est émis avec un délai d'exécution de 48 heures. Une démarche est faite auprès du cabinet du général afin qu'il reviennent sur sa décision mais, bien que reportée au 30 juin, la dissolution aura quand même lieu. Cependant, conscient de la valeur du personnel de l'unité et de leurs actions pendant la guerre, Charles de Gaulle envoie une lettre personnelle au médecin-colonel Vernier dans laquelle il rend hommage à l'ambulance Hadfield-Spears.